# Чистяков, Кирилл Валентинович
Кири́лл Валенти́нович Чистяко́в (род. 30 апреля 1963, город Ленинград, СССР) — российский географ, директор Института наук о Земле Санкт-Петербургского государственного университета, вице-президент Русского географического общества, заслуженный географ Российской Федерации (2021). Заслуженный деятель науки Республики Тыва (2024). Доктор географических наук, профессор.

## Биография
К. В. Чистяков родился 30 апреля 1963 года в г. Ленинграде в семье служащих.

### Образование
В 1985 году окончил географический факультет Ленинградского государственного университета по кафедре физической географии. Здесь же в 1988 году окончил аспирантуру.
В 1988 году защитил диссертацию на соискание ученой степени кандидата географических наук по теме «Анализ сезонной динамики для моделирования изменений ландшафтов во внутригорных впадинах Центрального Алтая».
В 2001 году защитил докторскую диссертацию по теме «Ландшафты Внутренней Азии: динамика, история и использование».

### Научная и научно-педагогическая карьера
- 1988—1991 — ассистент кафедры физической географии ЛГУ (ныне СПбГУ)
- 1991—1993 — старший преподаватель кафедры физической географии СПбГУ
- 1993—2002 — доцент кафедры физической и эволюционной географии
- 1994 — присвоено ученое звание доцента по кафедре физической и эволюционной географии СПбГУ
- 1998—2000 — заместитель декана по научной работе факультета географии и геоэкологии СПбГУ
- с 2002 — профессор кафедры физической и эволюционной географии СПбГУ (с 2005 — кафедры физической географии и ландшафтного планирования)
- 2002—2016 — зав. кафедрой физической и эволюционной географии СПбГУ (с 2005 — кафедры физической географии и ландшафтного планирования)
- с 2005 — вице-президент Русского географического общества
- с 2015 — председатель Фондового совета Русского географического общества
- с 2016 — директор Института наук о Земле СПбГУ

Зам. главного редактора старейшего географического научного журнала «Известия Русского географического общества». Член редколлегий научных журналов «Лед и снег», «География и природные ресурсы».
Член диссертационных советов по географическим наукам при СПбГУ и МГУ имени М. В. Ломоносова.
29 марта 2021 года Указом Президента РФ присвоено почетное звание заслуженного географа Российской Федерации.

## Научные достижения и вклад в науку
Основной проблематикой научных исследований являются вопросы исторической географии, динамического ландшафтоведения и палеогеографии горных районов Алтае-Саян и Внутренней Азии, Северного Кавказа, а именно динамика горного оледенения и связанных с ним озёр, геокриологических явлений, горных лесов и степей, процессов опустынивания. Имеет большой опыт экспедиционных исследований и мониторинговых наблюдений в горах, на территориях, плохо обеспеченных режимными наблюдениями. Основные научные взгляды формировались под влиянием нескольких научных школ Ленинградского университета, прежде всего — ландшафтной (проф. А. Г. Исаченко), историко-географической (проф. В. С. Жекулин) и геоморфологической (проф. Ю. П. Селиверстов).

## Основные работы
Автор более 120 научных работ. Избранные работы:
- Геоэкология горных котловин / Н. Н. Михайлов, К. В. Чистяков, М. И. Амосов и др.; Под ред. Ю. П. Селиверстова. — Л., 1992. — 292 с.
- Чистяков К. В., Селиверстов Ю. П. Региональная экология малоизмененных ландшафтов: Северо-Запад Внутренней Азии. — СПб., 1999. — 264 с.
- Горы и люди: изменения ландшафтов и этносы внутриконтинентальных гор России / К. В. Чистяков, Н. В. Каледин, И. Г. Москаленко и др.; Под ред. К. В. Чистякова, Н. В. Каледина. — СПб, 2010. — 438 с.
- Горный массив Монгун-Тайга / К. В. Чистяков, Д. А. Ганюшкин, И. Г. Москаленко и др. Под ред. К. В. Чистякова. — СПб., 2012. — 310 с.
- Глебова А. Б., Дирин Д. А., Чистяков К. В. Пространственно-временные особенности освоения ландшафтов Горного Алтая. Монография. — Барнаул, 2013. — 140 с.

## Членство в научных обществах
- Русское географическое общество, действительный член с 1979 года (с 1995 — член Ученого совета, с 2005 — вице-президент)
- Российская академия естественных наук, член-корреспондент
- Объединённый научный совет по фундаментальным географическим проблемам при международной ассоциации академий наук (МААН)
- Российский национальный комитет Международного географического союза, член бюро